# (28196) Szeged
(28196) Szeged ist ein Asteroid des inneren Hauptgürtels, der am 15. Dezember 1998 von den ungarischen Astronomen Krisztián Sárneczky und László Kiss an der Piszkéstető Station (Sternwarten-Code 561) des Konkoly-Observatoriums im Mátra-Gebirge in Nordungarn entdeckt wurde.
Der Asteroid ist nach der am Unterlauf der Theiß gelegenen südungarischen Großstadt Szeged benannt, die auf das von den Römern gegründete Partiscum zurückgeht und im Jahr 1183 erstmals urkundliche Erwähnung fand.